# Le Village de Nathalie
 (février 2019).
Si vous disposez d'ouvrages ou d'articles de référence ou si vous connaissez des sites web de qualité traitant du thème abordé ici, merci de compléter l'article en donnant les références utiles à sa vérifiabilité et en les liant à la section « Notes et références ».
 (février 2019).
Le Village de Nathalie , est une émission de télévision québécoise en 116 épisodes de 23 minutes diffusée du 1er septembre 1985 au 28 mai 1988, d'abord sur la station CFCM-TV de Québec, puis sur le réseau TVA.
Elle a été tournée dans les studios de Télé-4 à Québec pour les deux premières saisons. À cause d'un changement de producteur lors de la troisième et dernière saison, l'émission déménage au Studio Théâtre de l'Île Notre-Dame à Montréal.

## Synopsis
Nathalie vit dans un village où règne la bonne humeur et l'harmonie. Entourée de ses amis Beding-Bedang, Caboche, Rouge-à-Lèvres, du professeur Cric-Crac-Pot, de Mlle Bric-à-Brac et du maire, M. Arrêt-Stop, les habitants ne manquent pas une occasion de chanter et de s'amuser.

## Distribution (ordre du générique original)
- Nathalie Simard : Nathalie
- Jacques Leblanc : Monsieur Arrêt-Stop
- Marco Poulin[I 1] : Beding Bedang
- Marie-Thérèse Fortin : Mademoiselle Bric-à-Brac
- Serge Thibodeau : Caboche
- Louis-Georges Girard : Professeur Cric-Crac-Pot
- Jacques Girard : Gros-Bon-Sens
- Marie Dumais[I 2] : Rouge-à-Lèvres (saisons 1 & 2)
- Johanne Émond[I 3] : Madame Ursule des Grands Honneurs (saison 2)
- Sylvie Dubé[I 4] : Rouge-à-Lèvres (saison 3)
- Blas Villalpando[I 5],[1] : Monsieur Pif-Paf (saison 3)

### Invités
- John Applin : Père Noêl (S1E16)
- Richard Aubé : Juge Aubert Gine (S1E5)
- Michel-Jacques Bergeron : le Raton-Laveur (S3E5)
- Isabelle Cloutier : un ange (S1E16)
- Stéphanie Cloutier : un ange (S1E16)
- Véronique Cloutier : un ange (S1E16), un lutin (S2E17)
- François Dupuis : Jujube Bonbon (S1E21)
- Raymonde Gagnier : Entourloupette (S1E10)
- Marie Gignac : Peluche (S2E37)
- Bernard Houle : M. Gros Bouchon (S3E2)
- Francine Lafontaine : une sorcière (S2E9)
- Marie-Josée Laguerre : Dame de Cœur (S2E24)
- Rénald Laurin : Régis Réglisse (S1E21)
- Marc Legault : Dracula (S3E8, S3E9)
- Diane Lépine : Dame de Pique (S2E24)
- Pierre Mayer : Tambour (S3E10)
- Jacques Michel : M. Hamburgeois (S1E5)
- Martine Ouellet : Madame Frisé Boston (S1E5), Croque-Citrouille (S1E9), une sorcière (S2E9)
- Marie-Christine Perreault : Pâquerette (S2E34)
- Pierrette Robitaille : Madame Carotte (S1E5)
- Johanne Rodrigue : Julienne (S1E5)
- Sophie Rodrigue : Coco (S3E31)
- Marie St-Cyr : Dodo (S1E10)
- Claude Talbot : Valet de Cœur (S2E24)

## Liste des épisodes
| Saison 1 (1985-1986) | Saison 1 (1985-1986) | Saison 1 (1985-1986)                             | Saison 1 (1985-1986)                                                                           | Saison 1 (1985-1986) |
| #                    | Date de diffusion    | Épisode                                          | Chanson(s)                                                                                     | Résumé |
| -------------------- | -------------------- | ------------------------------------------------ | ---------------------------------------------------------------------------------------------- | --- |
| 1                    | 1er septembre 1985   | Nathalie joue à l'école                          | X-Y-Z                                                                                          | C'est la rentrée scolaire et Nathalie enseigne l'alphabet à ses amis. |
| 2                    | 8 septembre 1985     | La lettre d'amour                                | Il existe un pays                                                                              | Caboche veut écrire une lettre d'amour à Nathalie sans qu'elle le sache. Nathalie et Beding-Bedang ramènent au Village une boîte aux lettres nommée Rouge-à-Lèvres. |
| 3                    | 15 septembre 1985    | Le drapeau                                       | Dans les poils d'un pinceau                                                                    | Grâce à Nathalie, le Village aura maintenant un drapeau. |
| 4                    | 22 septembre 1985    | Méli Mélo Melon                                  | Sous le chapeau melon                                                                          | M. Arrêt-Stop se couvre… de ridicule en se cherchant un chapeau de maire. |
| 5                    | 29 septembre 1985    | Le procès de M. Hambourgeois                     | J'ai le ventre qui gargouille                                                                  | M. Arrêt-Stop veut faire emprisonner M. Hambourgeois. Gros-Bon-Sens réussira-t-il à l'en empêcher ? |
| 6                    | 6 octobre 1985       | Le soleil, la lune, la Terre et les étoiles      | La ronde des quatre saisons                                                                    | Le Professeur fait une expérience sur les astres, il demande l'aide de ses amis. |
|                      | 13 octobre 1985      | S. O.                                            | S. O.                                                                                          | Aucun épisode n'avait été diffusé à cette date. La version française du téléfilm américain Du feu dans le ciel (A Fire in the Sky) avait été diffusée de 16 h à 19 h sur tout le réseau TVA. |
| 7                    | 20 octobre 1985      | Puce, Museau et Atchoum                          | Le cri des animaux                                                                             | Puce et Museau tombent malades. Beding Bedang trouvera-t-il la formule qui leur rendra la voix? |
| 8                    | 27 octobre 1985      | Croque-citrouille et l'Halloween                 | Histoire à dormir debout                                                                       | Nathalie se prépare pour l'Halloween. Beding-Bedang se trompe de formule et fait apparaître une vraie sorcière. Qu'arrivera-t-il? |
| 9                    | 3 novembre 1985      | Nathalie détective                               | Détective                                                                                      | Un monstre se cache dans les alentours du Village. Nos amis sont-ils en danger? |
| 10                   | 10 novembre 1985     | Dodo et Entourloupette                           | Entourloupette                                                                                 | Caboche trouve Dodo étendue sur le bord de la route. Que lui est-il arrivé ? Nathalie et ses amis sont très inquiets pour sa vie. |
| 11                   | 17 novembre 1985     | Silence, on tourne                               | Cinéma                                                                                         | Nathalie tourne un film sur la vie de Charlie Chaplin. |
| 12                   | 24 novembre 1985     | Le tchou-tchou de Bruxelles                      | Le tchou-tchou de Bruxelles                                                                    | Caboche demande à Beding-Bedang de lui faire apparaître une surprise pour Nathalie. Mais voilà… Zut de zo de zut, Beding-Bedang se trompe de formule. |
| 13                   | 1er décembre 1985    | Le grand spectacle                               | Aucune                                                                                         | Nathalie et ses amis organisent un grand spectacle au Village. |
| 14                   | 8 décembre 1985      | Le tableau d'affichage                           | En équipe                                                                                      | Nathalie se lance en construction. Mais que construira-t-elle ? |
| 15                   | 15 décembre 1985     | Le livre de loi de M. Arrêt-Stop                 | Sors de ta cachette                                                                            | Beding-Bedang qui n'a jamais vu la neige, décide d'en faire apparaître quelques flocons. M. Arrêt-Stop oublie son livre de loi sur le banc public et c'est la panique lorsqu'il découvre qu'il n'y est plus. De son côté, le professeur Cric-Crac-Pot prépare une surprise. |
| 16                   | 22 décembre 1985     | L'esprit de Noël                                 | L'usine à jouets / Noël : 3 anges                                                              | À l'occasion de Noël, pour faire plaisir à Mlle Bric-à-Brac, Nathalie souhaite lui offrir l'esprit de Noël. |
| 17                   | 29 décembre 1985     | Bonne année                                      | Bonne année                                                                                    | Tout le monde attend l'arrivée du professeur Cric-Crac-Pot avec la feuille de gui pour la traditionnelle coutume. Pendant ce temps, les enfants font un calendrier avec Mlle Bric-à-Brac. |
| 18                   | 5 janvier 1986       | La fête des rois                                 | Les rois mages                                                                                 | Mlle Bric-à-Brac prépare la traditionnelle galette des rois qui inclut un pois et une fève. Caboche, Nathalie et Beding-Bedang confectionnent la couronne du roi et de la reine. Mais tour à tour, Rouge-à-Lèvres et M. Arrêt-Stop ajouteront des fèves et des pois dans la galette. Qui sera la reine ? Qui sera le roi ?                                                                                                 |
| 19                   | 12 janvier 1986      | M. Alexandre Graham Bell                         | La pie jacasse                                                                                 | Les habitants du Village se réunissent sur la place publique pour discuter du fait que le téléphone serait bien utile. M. Arrêt-Stop refuse de faire installer une ligne téléphonique, mais Nathalie et Mlle Bric-à-Brac ont la bonne idée de lui faire rencontrer l'inventeur du téléphone. Ce dernier arrivera-t-il à convaincre M. Arrêt-Stop ?                                                                         |
| 20                   | 19 janvier 1986      | Cowboys et cactus                                | On pèse une plume                                                                              | Mlle Bric-à-Brac perd son cactus. Nathalie, Caboche et Beding-Bedang jouant aux cowboys et aux indiens, décident d'aider Mlle Bric-à-Brac à le retrouver. |
| 21                   | 26 janvier 1986      | Jujube Bonbon et Régis Réglisse                  | Jujube Bonbon                                                                                  | Toutes le réserves de vitamine C ont été volées par Jujube Bonbon et Régis Réglisse, Nathalie apprend à la radio que les deux malfaiteurs se dirigent vers le Village de Nathalie. Les habitants se mobilisent pour essayer de trouver un plan qui leur permettra d'attraper les deux voleurs. |
| 22                   | 2 février 1986       | Le journal du Village                            | Triste histoire                                                                                | Nathalie décide de fonder un journal pour le village. Tous embarquent dans le projet, mais Caboche est bien triste. |
| 23                   | 9 février 1986       | La Saint-Valentin                                | Le valet de cœur                                                                               | M. Arrêt-Stop se vante de recevoir chaque année des dizaines de valentins. Rouge-à-Lèvres demande au professeur Cric-Crac-Pot de créer un philtre d'amour. |
| 24                   | 16 février 1986      | La biguine des jours de la semaine               | La biguine des jours de la semaine                                                             | Nathalie aimerait bien prendre des vacances, mais elle n'a pas assez de sous. Elle demande alors à Beding-Bedang de faire apparaître un peu de sable, un parasol et une piscine afin de transformer la place publique en plage. Mlle Bric-à-Brac en profite pour parler des carnavals qui se déroulent dans les Caraïbes. C'est ainsi que tout le monde décide de faire un carnaval, mais quel sera le thème ?             |
| 25                   | 23 février 1986      | La collection de Nathalie                        | La collection                                                                                  | Nathalie décide de créer une collection avec ses amis Caboche, Beding-Bedang et Rouge-à-Lèvres. |
| 26                   | 2 mars 1986          | Disparitions mystérieuses                        | Le koala                                                                                       | Au moment de sortir de sa lampe, Beding-Bedang se trompe de formule magique et en sortant, c'est Nathalie qui se retrouve dans sa lampe. À chaque fois qu'il raconte son histoire, un habitant du village disparaît. Beding-Bedang pourra-t-il retourner dans sa lampe et libérer ses amis ? |
| 27                   | 9 mars 1986          | Le cirque                                        | Rapatata patata                                                                                | Tous les habitants du Village décident de monter un cirque. Chacun prépare un numéro spécial pour l'événement. Mlle Bric-à-Brac, qui est une charmeuse de serpents, a perdu le sien qui se nomme Maurice. Arriveront-ils à le retrouver ? |
| 28                   | 16 mars 1986         | Le trèfle à quatre feuilles                      | La gigue irlandaise                                                                            | M. Arrêt-Stop apprend que ses ancêtres sont Irlandais et décide de partir vivre en Irlande pour les rejoindre. Comme personne ne veut le voir partir, ils décident de lui jouer un bon tour avec la complicité de Gros-Bon-Sens. |
| 29                   | 23 mars 1986         | La chasse au trésor                              | Rackham le Rouge                                                                               | Nathalie, Beding-Bedang, Caboche et Rouge-à-Lèvres jouent aux pirates. Nos amis essaient de trouver un trésor sur une carte. Pour leur jouer un tour, M. Arrêt-Stop cache un faux diamant. Quand le trésor est enfin trouvé, un message l'accompagne, mais M. Arrêt-Stop n'avait pas inséré de message. Ont-ils trouvé un vrai trésor?                                                                                     |
| 30                   | 30 mars 1986         | Le lapin de Pâques                               | Câlin et Pâquerette                                                                            | Mlle Bric-à-Brac raconte aux enfants l'histoire du petit lapin rose qui distribue des œufs au matin de Pâques. Nathalie et ses amis veulent voir ce lapin. C'est alors que Mlle Bric-à-Brac a une idée afin de ne pas décevoir les enfants. |
| 31                   | 6 avril 1986         | L'extraterrestre                                 | Poisson d'avril                                                                                | Tous les habitants du Village attendent patiemment la visite de l'extraterrestre. Le professeur Cric-Crac-Pot communique avec lui afin de connaître son arrivée précise. Nathalie et ses amis décident de se déguiser. Monsieur Arrêt-Stop prépare un discours et Rouge-à-Lèvres croit que ce sera un prince charmant. À quoi l'extraterrestre ressemblera-t-il?                                                           |
| 32                   | 13 avril 1986        | Le défilé de mode                                | J'adore me déguiser (Attention)                                                                | Nathalie veut monter un défilé de mode. Elle en parle à Mlle Bric-à-Brac et décident de faire un défilé sur les costumes des célébrités du passé à aujourd'hui. Par contre, elles devront user d'imagination pour convaincre M. Arrêt-Stop. |
| 33                   | 20 avril 1986        | La fièvre du printemps                           | Ratatouille c'est le printemps                                                                 | Caboche écrit une lettre d'amour à Nathalie, mais Rouge-à-Lèvres la perd. M. Arrêt-Stop trouve la lettre et pense qu'elle lui est destinée. En la lisant, il attrape la fièvre du printemps et tombe amoureux. |
| 34                   | 27 avril 1986        | Nathalie fait du théâtre                         | Blanche-Neige et les trois mousquetaires                                                       | Nathalie et ses amis organisent une pièce de théâtre. Ils joueront l'histoire de Blanche-Neige et des « trois » nains. |
| 35                   | 4 mai 1986           | Le marathon                                      | Action! Action!                                                                                | M. Arrêt-Stop trouve que les habitants du Village ne font pas assez d'exercice. Comme il y a un marathon dans le village d'à côté, on inscrit M. Arrêt-Stop comme participant. Caboche et Rouge-à-Lèvres deviennent les entraîneurs. |
| 36                   | 11 mai 1986          | Le gros chagrin de la petite Rouge-à-Lèvres      | La boîte aux lettres et le facteur                                                             | Rouge-à-Lèvres est très triste et Mlle Bric-à-Brac essaie de trouver quelqu'un qui gardera son magasin pendant les vacances. C'est alors qu'elle se rend compte que cette année-là, la semaine de la poste a lieu pendant la semaine où presque tous les habitants seront partis en vacances. Trouveront-ils un moyen de fêter Rouge-à-Lèvres ?                                                                            |
| 37                   | 18 mai 1986          | Le bal des insectes                              | Le bal des insectes                                                                            | Caboche est l'assistant d'un apiculteur et amène une ruche au Village, mais M. Arrêt-Stop n'est pas d'accord. Ce dernier demande au professeur Cric-Crac-Pot de fabriquer un insecticide, mais le professeur demande l'avis de Gros-Bon-Sens. |
| 38                   | 25 mai 1986          | La grande corvée                                 | On frotte                                                                                      | M. Arrêt-Stop convoque tous les habitants du Village à un grand ménage de la place publique. Tous remarquent la mauvaise humeur de M. Arrêt-Stop et Nathalie trouve la véritable raison. |
| 39                   | 1er juin 1986        | Bonnes vacances                                  | Bonnes vacances                                                                                | C'est le jour où Nathalie et Beding-Bedang partent en vacances pour tout l'été. Les habitants du Village souhaitent faire une surprise à Nathalie avant son départ, mais il leur est bien difficile d'empêcher Nathalie de sortir de sa maison avant que tout soit prêt. |
| Saison 2 (1986-1987) |                      |                                                  |                                                                                                | |
| #                    |                      | Épisode                                          | Chansons                                                                                       | Résumé |
| 1                    | 31 août 1986         | Retour de vacances                               | La ballade en ballon / Détective                                                               | Nathalie revient de vacances. Elle raconte son été à Caboche et M. Arrêt-Stop. Entre-temps, un colis est livré au Village et doit être ouvert à une heure très précise. Que peut bien contenir cette énorme boîte ? |
| 2                    | 7 septembre 1986     | Bien pris qui croyait prendre                    | Sors de ta cachette / Avec un peu d'imagination                                                | Tout le monde joue des tours « tour à tour ». |
| 3                    | 14 septembre 1986    | La campagne électorale                           | Blanche-Neige et les trois mousquetaires / La compétition                                      | On prépare les élections au village. Arrêt-Stop est très surpris d'apprendre que Mlle Bric-à-Brac veut occuper son poste de maire. |
| 4                    | 21 septembre 1986    | M. Arrêt-Stop perd ses culottes                  | Sous mon chapeau melon / Les dix doigts magiques                                               | Nathalie aimerait avoir des petits souliers magiques comme ceux des contes de fées. Beding-Bedang se propose de lui en faire apparaître, mais voilà qu'à chaque fois, c'est un vêtement ou un accessoire que porte M. Arrêt-Stop qui leur apparaît. |
| 5                    | 28 septembre 1986    | Nathalie hygiéniste-dentaire                     | Croque-en-Bouche / Jujube Bonbon                                                               | Croque-en-bouche, le petit croco a un gros mal de dent. Nathalie et Caboche réussiront-ils à le convaincre d'aller chez le dentiste? |
| 6                    | 5 octobre 1986       | Pompinot, pompinette                             | Action ! Action ! / Pimpant l'éléphant                                                         | Nathalie, Caboche et Beding-Bedang jouent au pompier. Mais ils se rendent compte qu'ils n'ont pas de borne-fontaine. |
| 7                    | 12 octobre 1986      | Radio Chocolat                                   | Le cri des animaux / Le cha-cha rock de Cric-Crac-Pot                                          | Le professeur fonde une station de radio et M. Arrêt-Stop ouvre une école d'annonceurs. |
| 8                    | 19 octobre 1986      | La bonne humeur                                  | Rebrousse-poil le hérisson / Le cha-cha rock de Cric-Crac-Pot                                  | M. Arrêt-Stop vient d'inventer le test B. H. |
| 9                    | 26 octobre 1986      | Nathalie au pays des sorcières                   | Histoire à dormir debout / Le festin des sorcières                                             | Mlle Bric-à-Brac est kidnappée par deux vilaines sorcières. Nathalie et ses amis partent à sa recherche au pays des sorcières. |
| 10                   | 2 novembre 1986      | Les élections                                    | Ce qu'on fait pour un autre / La compétition                                                   | Enfin ! C'est aujourd'hui que nous saurons qui sera le prochain maire du village de Nathalie ! |
| 11                   | 9 novembre 1986      | L'arrivée de Madame Ursule des Grands Honneurs   | Le koala / Madame Ursule des Grands Honneurs                                                   | Madame des Grands Honneurs arrive au Village, au grand désarroi de M. Arrêt-Stop. |
| 12                   | 16 novembre 1986     | Nathalie en safari                               | Le bal des insectes / Safari                                                                   | Nathalie entraîne tous ses amis dans une folle aventure au milieu de la forêt dense de l'Amazonie ! Mais voilà qu'un jaguar sauvage les menace. |
| 13                   | 23 novembre 1986     | Nathalie joue au restaurant                      | J'ai le ventre qui gargouille / Monsieur Picassiette                                           | Nathalie s'amuse à ouvrir un restaurant. M. Arrêt-Stop a une surprise. |
| 14                   | 30 novembre 1986     | L'inauguration de la R.A.E.R.R.                  | Bonjour bonjour / Fais de beaux rêves                                                          | Pour inaugurer la nouvelle association fondée par M. Arrêt-Stop, chacun prépare la présentation de son rêve. Quand ce dernier apprend que Mme Ursule des Grands Honneurs veut en faire partie, il exclut tous ceux qui n'habitent pas le Village de Nathalie. Cette décision pénalise aussi Caboche qui se faisait une joie d'être membre de cette association.                                                            |
| 15                   | 7 décembre 1986      | DO RÉ MI… Nathalie                               | Viens, je t'emmène / Do Ré Mi (Pour apprendre la musique)                                      | Nathalie devient professeure de théorie musicale ! Mlle Bric-à-Brac fait quelques fausses notes, Caboche un faux pas et Nathalie un beau rêve ! |
| 16                   | 14 décembre 1986     | On décore le sapin                               | La ronde des quatre saisons / On décore le sapin                                               | Pendant que Nathalie et ses amis fabriquent des décorations de Noël, un mystérieux personnage tente désespérément de communiquer avec elle. |
| 17                   | 21 décembre 1986     | Noël                                             | Ce qu'on fait pour un autre / Noël heureux / Joyeux Noël à ceux que j'aime                     | Le Père Noël appelle au secours ! Ses lutins ont attrapé la varicelle multicolore. C'est alors que tous les habitants partent pour le pôle Nord afin d'aider le père Noël. Réussiront-ils à tout terminer avant minuit ? |
| 18                   | 28 décembre 1986     | Pas le temps, c'est le jour de l'An              | La gigue irlandaise / Monsieur Tic-Tac / Bonne année                                           | Toutes les aiguilles des horloges du monde sont arrêtées ! Nathalie réussira-t-elle à convaincre M. Tic-Tac de retourner à ses aiguilles. |
| 19                   | 4 janvier 1987       | Qui sera reine ? Qui sera roi ?                  | La pie jacasse / Les rois mages                                                                | Pour célébrer l'Épiphanie, on prépare la galette des rois ! Qui trouvera la fève et qui trouvera le pois ? Qui deviendra reine, qui deviendra roi? |
| 20                   | 11 janvier 1987      | Nathalie prépare une surprise                    | On frotte / Na-gli-gui-va-guit                                                                 | On construit des petits igloos en sucre. Rouge-à-lèvres et Caboche se chamaillent. Pour les distraire, Nathalie leur prépapre une surprise. |
| 21                   | 18 janvier 1987      | Igloo et pingouins                               | Rebrousse-poil le hérisson Ce n'est pas drôle d'être malade / Le cha-cha rock de Cric-Crac-Pot | À la suite de la livraison des blocs pour construire un igloo, Nathalie et ses amis voudraient avoir deux petits pingouins pour jouer avec eux. |
| 22                   | 25 janvier 1987      | Les singeries de Nathalie et M. Arrêt-Stop       | La chanson de M. Arrêt-Stop                                                                    | Pour rendre service à M. Arrêt-Stop, Nathalie se déguise… en M. Arrêt-Stop. Beding-Bedang transforme M. Arrêt-Stop en ouistiti. |
| 23                   | 1er février 1987     | Les numéros civiques : une histoires de chiffres | Entourloupette / X-Y-Z                                                                         | |
| 24                   | 8 février 1987       | Le pays du bonheur                               | Bonjour bonjour / Le valet de cœur / Il existe un pays                                         | |
| 25                   | 15 février 1987      | Lance et… tombe                                  | Pour jouer au hockey / L'esprit d'équipe                                                       | Nathalie et ses amis décident de jouer au hockey ! |
| 26                   | 22 février 1987      | Louveteau, scout… et culottes courtes            | À la queue leu leu / Ce qu'on fait pour un autre                                               | Nathalie et ses amis jouent aux scouts. Nathalie leur demande de faire un totem avec des objets qui les représentent. |
| 27                   | 1er mars 1987        | Nathalie joue à la madame                        | Il faut savoir dire non                                                                        | Nathalie et Caboche essaient de démasquer un voleur qui s'est introduit au Village. |
| 28                   | 8 mars 1987          | Nathalie coiffeuse                               | Frise-Coco / La chanson de Caboche                                                             | Nathalie devient coiffeuse et Caboche devient barbier. Mais un de leurs clients attrape des poux. |
| 29                   | 15 mars 1987         | Le marché aux fleurs                             | Ratatouille, c'est le printemps / Petit pissenlit joli                                         | Nathalie devient marchande de fleurs. Beding-Bedang transforme Caboche et le professeur Cric-Crac-Pot en tulipes et M. Arrêt-Stop s'en débarrasse. Qu'arrivera-t-il ? |
| 30                   | 22 mars 1987         | Le pot cassé                                     | Triste histoire / Le cha-cha rock de Cric-Crac-Pot                                             | Pour l'anniversaire du professeur Cric-Crac-Pot, Beding-Bedang fait apparaître un beau vase. Mais un incident fâcheux rend Beding-Bedang bien triste. |
| 31                   | 29 mars 1987         | Poisson d'avril!                                 | Le petit poisson incrédule / Beding Bedaine                                                    | Beding-Bedang transforme M. Arrêt-Stop en poisson rouge. Celui-ci se retrouve dans l'aquarium de Mme Ursule des Grands Honneurs. |
| 32                   | 5 avril 1987         | Nathalie et la vie en couleur                    | La chanson du petit zèbre / Dans les poils d'un pinceau / La collection                        | Nathalie et ses amis décident de repeindre la maison de M. Arrêt-Stop. Cette belle surprise se transforme en catastrophe. |
| 33                   | 12 avril 1987        | M. Arrêt-Stop cherche sa maison                  | Coucou soleil / Petite fusée jolie                                                             | Beding-Bedang réussira-t-il à faire réapparaître la maison de M. Arrêt-Stop ? Ce dernier est-il un vrai Martien comme le croit le professeur ? |
| 34                   | 19 avril 1987        | Câlin et Pâquerette                              | Ma maison / Câlin et Pâquerette                                                                | Pâquerette, la maman lapine, a perdu son petit Câlin. Nathalie et ses amis réussiront-ils à le retrouver ? |
| 35                   | 26 avril 1987        | La course automobile                             | En équipe / La ballade en voiture                                                              | Il y a une course automobile au Village entre Nathalie, Caboche, Gros-Bon-Sens et Arrêt-Stop. Qui sera champion… ou championne ? |
| 36                   | 3 mai 1987           | Le champion-nageur                               | Plouf! Yogi l'ours / Beding Bedaine                                                            | Beding Bedang se vante d'être un champion-nageur, mais il ne veut pas avouer qu'il ne sait pas nager. |
| 37                   | 10 mai 1987          | Peluche à la garderie                            | Bienvenue à la garderie / La chanson du petit zèbre                                            | Peluche, un ourson que Mlle Bric-à-Brac garde pour la journée, ne veut pas aller à la garderie. Nathalie et ses amis veulent lui montrer que ce n'est pas du tout comme il se l'imagine. |
| 38                   | 17 mai 1987          | Le grand départ                                  | Bonnes vacances / Medley / Je veux rendre les enfants heureux (extrait)                        | Nathalie se prépare à partir en vacances pour tout l'été. Juste avant de partir, elle prend le temps de raconter le rêve qu'elle a fait la nuit dernière et celui-ci pourrait bien devenir réalité. |
| Saison 3 (1987-1988) |                      |                                                  |                                                                                                | |
| #                    |                      | Épisode                                          | Chanson                                                                                        | Résumé |
| 1                    | 5 septembre 1987     | Une nouvelle maison au Village                   | Détective                                                                                      | Qui habitera cette nouvelle maison ? |
| 2                    | 12 septembre 1987    | Qui sera maître de poste?                        | Aucune                                                                                         | M. Arrêt-Stop veut prendre la place de Rouge-à-lèvres. Réussira-t-il ? |
| 3                    | 19 septembre 1987    | M. Pif Paf                                       | M. Pif Paf                                                                                     | Un clown étrange et merveilleux arrive au Village ! |
| 4                    | 26 septembre 1987    | Jeu-Devinette                                    | Rackham le Rouge                                                                               | Un super-quiz où tout le monde s'amuse ! |
| 5                    | 3 octobre 1987       | Le voleur de trottinette                         | La ballade en voiture / La trottinette                                                         | Caboche se fait voler sa belle trottinette. Nathalie retrouvera-t-elle le voleur ? |
| 6                    | 10 octobre 1987      | Une histoire explosive                           | Aucune                                                                                         | M. Arrêt-Stop chasse le professeur du Village. Nathalie part avec lui. Reviendront-ils ? |
| 7                    | 17 octobre 1987      | Toupie Wallala                                   | Toupie Wallala                                                                                 | Qui accompagnera Mlle Bric-à-Brac au spectacle de la grande vedette rock Toupie Wallala ? |
| 8                    | 24 octobre 1987      | La vie de château                                | Coucou soleil / La vie de château                                                              | Nathalie hérite d'un château situé en Transylvanie. Elle part avec tous ses amis afin de prendre possession de son héritage. |
| 9                    | 31 octobre 1987      | Le maison hantée                                 | Histoire à dormir debout                                                                       | Nathalie se retrouve prisonnière de Dracula dans le château et ses amis emprisonnés dans les oubliettes. Parviendra-t-elle à s'échapper et à sauver ses amis ? |
| 10                   | 7 novembre 1987      | Tambour et Pif Paf                               | M. Pif-Paf                                                                                     | M. Pif-Paf revient avec un éléphant échappé du zoo. Nathalie le cachera-t-elle ? |
| 11                   | 14 novembre 1987     | La nouvelle loi de M. Arrêt-Stop                 | Rebrousse-poil le hérisson                                                                     | M. Arrêt-Stop est de très mauvaise humeur et convoque tous les habitants du village pour leur apprendre la nouvelle loi en vigueur. |
| 12                   | 21 novembre 1987     | Mlle Bric-à-Brac se marie                        |                                                                                                | C'est la fête de la Sainte-Catherine et Mlle Bric-à-Brac explique aux enfants que c'est la fête des filles qui ne sont pas mariées. C'est alors que Nathalie et Caboche ont l'idée de jouer à recréer un mariage. Pour la circonstance, M. Arrêt-Stop accepte de jouer l'époux de Mlle Bric-à-Brac. À la demande de Nathalie, Beding-Bedang fait apparaître un curé, mais se pourrait-il qu'ils soient réellement mariés ? |
| 13                   | 28 novembre 1987     | La grande noce                                   | Le tango des chapeaux                                                                          | Nathalie et ses amis fêtent les nouveaux mariés, mais un doute subsiste, Mlle Bric-à-Brac et M. Arrêt-Stop sont-ils réellement mariés ? |
| 14                   | 5 décembre 1987      | Les gaffes de M. Pif-Paf                         | M. Pif-Paf                                                                                     | M. Pif-Paf fait gaffe sur gaffe. M. Arrêt-Stop le chasse. Nathalie arrivera-t-elle à tout arranger ? |
| 15                   | 12 décembre 1987     | Sapin et surprise                                | On décore le sapin / Je voudrais pour Noël                                                     | Noël s'en vient. Au village, on décore le sapin et Nathalie prépare toute une surprise ! |
| 16                   | 19 décembre 1987     | La nuit de Noël                                  | Neige Neige                                                                                    | Au village… on attend impatiemment le Père Noël. Mais voilà qu'à minuit il n'est toujours pas là. Viendra-t-il ? |
| 17                   | 26 décembre 1987     | L'année commence bien !                          | Bonne année                                                                                    | M. Arrêt-Stop emprisonne M. Pif Paf. Nathalie le libère et devinez qui, finalement, commence l'année en prison ? |
| 18                   | 2 janvier 1988       | Le roi perdu                                     | Les rois mages                                                                                 | Un mystérieux personnage arrive au Village. Il prétend être un roi mage. M. Arrêt-Stop le prend pour un fou, mais Nathalie et Mlle Bric-à-Brac tentent d'en savoir plus. |
| 19                   | 9 janvier 1988       | La boule de cristal                              | Aucune                                                                                         | Nathalie se découvre un don pour prédire l'avenir. Que verra-t-elle dans sa boule de cristal ? |
| 20                   | 16 janvier 1988      | Le Village déménage                              | Au Village de Nathalie                                                                         | Mauvaise nouvelle. Le village est exproprié. Tout le monde devra se séparer. Cette fois-ci, Nathalie saura-t-elle se tirer d'embarras ? |
| 21                   | 23 janvier 1988      | Le rat de bibliothèque                           | Comptines du rat[réf. nécessaire] / Blanche-Neige et les trois mousquetaires                   | Beding-Bedang fait apparaître un drôle de petit rat. Un rat de bibliothèque qui connaît tout sur les bibliobus. |
| 22                   | 30 janvier 1988      | Nathalie championne de ski                       | L'esprit d'équipe                                                                              | Nathalie participe à un championnat de ski. Mais un événement tragique se produit. |
| 23                   | 6 février 1988       | Le courage de Nathalie                           | Gros bobo                                                                                      | Nathalie est aveugle temporairement. Caboche et Arrêt-Stop font tout pour lui faciliter la vie. |
| 24                   | 13 février 1988      | Valentin, valentine                              | Il existe un pays                                                                              | |
| 25                   |                      | La ballerine                                     | Mademoiselle Tutu                                                                              | Nathalie tente de délivrer une ballerine prisonnière d'une boîte à bijou. Pour réussir, elle demande l'aide de Caboche. |
| 26                   |                      | Le petit chaperon rouge                          | Comptines Qui suis-je ?[réf. nécessaire] Il faut savoir dire non                               | Les trouvant enfantins et inutiles, M. Arrêt-Stop veut confisquer les livres de contes de Perrault. Nathalie, Caboche et Mlle Bric-à-Brac réussiront-ils à le faire changer d'idée ? |
| 27                   |                      | Nathalie et la Croix-Rouge                       | Ce n'est pas drôle d'être malade                                                               | Nathalie, Caboche, Beding Bedang et M. Pif-Paf joue aux infirmiers et soignent M. Arrêt-Stop qui fait mine d'être malade pour ne pas donner du sang à la Croix-Rouge. |
| 28                   |                      | Les ailes du délire                              |                                                                                                | |
| 29                   |                      | L'anniversaire de Mlle Bric-à-Brac               | Le tango des chapeaux                                                                          | Les habitants du Village préparent une fête pour l'anniversaire de Mlle Bric-à-Brac. |
| 30                   |                      | Avez-vous vu M. Pif-Paf ?                        | Bonjour, bonjour / M. Pif-Paf                                                                  | Enfermé dans sa lampe, Beding-Bedang a une grosse peine, mais M. Pif-Paf a disparu. Nathalie et ses amis réussiront-ils à le retrouver et consoler le chagrin de Beding-Bedang ? |
| 31                   | 2 avril 1988         | Joyeuse Pâques mon coco                          | Câlin et Pâquerette / Medley                                                                   | Les habitants du Village préparent un spectacle pour Pâques. Beding-Bedang s'occupe de faire apparaître un décor, mais l'œuf qu'il fait apparaître finit par éclore et un petit caneton en sort et court après M. Arrêt-Stop. Qu'arrivera-t-il au petit caneton ? |
| 32                   |                      | Tacos, sombreros et… bébitos                     | Mexico / Le tango des chapeaux                                                                 | Mlle Bric-à-Brac revient du Mexique. M. Arrêt-Stop n'aime pas la culture mexicaine. |
| 33                   |                      | Boîte aux lettres, boîte à surprises             | Chansons avec Rouge-à-lèvres[réf. nécessaire]                                                  | |
| 34                   |                      | Je suis fier de mon ami                          |                                                                                                | |
| 35                   |                      | Une affaire mystérieuse                          | Petit pissenlit joli                                                                           | |
| 36                   |                      | Nathalie et les 4H                               | Avec un peu d'imagination                                                                      | |
| 37                   | 14 mai 1988          | De la grande visite au Village                   | On frotte / Ce qu'on fait pour un autre                                                        | |
| 38                   | 21 mai 1988          | Le royaume des sandwiches                        | Fais de beaux rêves                                                                            | |
| 39                   | 28 mai 1988          | La grande traversée                              | Au Village de Nathalie                                                                         | Nathalie et ses amis partent en Europe en bateau, M. Arrêt-Stop tombe à la mer. Vont-ils le retrouver ? |

## Discographie
- Le Village de Nathalie Vol. 1 : "La lettre d'amour" (1986)[D 37]
- Nathalie Simard - Édition spéciale Smarties (1986)[D 4]
- Le Village de Nathalie Vol. 2 (1986)[D 38]
- Le Village de Nathalie Vol. 3 : Le Noël de Saute-Flocon (1986)[D 39]

## Fiche technique
- Scénaristes : Ève Déziel et Jacques Michel. Ces deux collaborateurs écrivaient les textes des émissions, mais aussi les paroles et la musique des chansons que Nathalie chantait durant les émissions.
- Réalisation : Pierre Gagnon

## Produits dérivés
3 albums ont été lancés durant les saisons du Village de Nathalie :
- Le Village de Nathalie, vol. 1 (1986) : La lettre d'amour
- Le Village de Nathalie, vol. 2 (1986)
- Le Village de Nathalie, vol. 3 (1986) : Nathalie chante et raconte le Noël de Saute-Flocon

Un jeu de société basé sur l'émission et ses personnages est mis en vente à l'automne 1988.
Le Village de Nathalie publie un journal réservé aux citoyens du Village de Nathalie. Chaque enfant (membre du fan-club) devenait citoyen du Village et recevait une carte de membre, un certificat de citoyenneté et un journal qui paraissait quatre fois durant l'année.
Le premier coffret DVD du Village de Nathalie regroupant 25 des meilleures émissions a été mis en marché en octobre 2009. Le deuxième coffret DVD avec vingt émissions ainsi qu'un DVD regroupant vingt clips du Village est sorti en février 2010. Un disque compact avec des chansons du Village a aussi été mis en marché en février 2010.

## Expressions et répliques cultes
|                    | Expression      | Réplique |
| ------------------ | --------------- | --- |
| Arrêt-Stop         |                 | "La loi c'est la loi !" "Ah non ! Pas lui ! Je suis cuit !" |
| Beding-Bedang      |                 | "Zut de zo de zut ! Je me suis trompé de formule." |
| Mlle Bric-à-Brac   | "Muffin !"      | "J'adore ! J'adore." |
| Caboche            | "Salopette !"   | "Cogne, cogne la caboche ! Dring Dring ! Toc, toc, toc… une bonne idée, il faut que ça sorte !" |
| Prof Cric-Crac-Pot | "Ordinateur !"  | "Je sens que ce sera l'expérience de ma vie" |
| Gros-Bon-Sens      |                 | "J'ai traversé l'histoire, j'ai traversé le temps ! Je suis loin d'être une poire ! C'est moi Gros-Bon-Sens ! Hé !Hé !" "Ne me remerciez pas, c'est mon seul talent ! Chaque fois que ça ne va pas, faites appelle à Gros-Bon-Sens !" |
| Nathalie           | "Franchement !" | |
| Rouge-à-Lèvres     | "Ratatouille !" | |

## Anecdotes
- L'idée du Village de Nathalie était basée sur un mensonge de Jacques Michel. Las de se faire poser des questions sur ses futurs projets, Jacques déclare à un journaliste qu'il a un projet avec Nathalie, étant donné qu'il avait co-écrit quatre chansons sur les albums Chante avec Nathalie (1984)[D 40] et Nathalie Simard - Mes amis Câlinours (1985)[D 41]. Le producteur Guy Cloutier, sachant cela, lui demande quand ce dit-projet verra le jour. Ne reculant plus, Jacques et sa femme de l'époque, Ève Déziel, créent les personnages. Le titre devait être Le Village d'Émilie où Nathalie aurait porté le prénom d'Émilie pour que les enfants la différencie de son personnage, mais le producteur ne le voyait pas ainsi. Il suggère un aspect dramatique où naîtrait une histoire d'amour cachée entre Caboche et Nathalie, pour que les garçons puissent s'identifier[3].
- Dans quelques épisodes, principalement de la saison 1, Nathalie Simard interprète certaines chansons parues sur ses albums précédant la production du Village de Nathalie : La ronde des quatre saisons[D 6], Il existe un pays[D 2] et Cinéma[D 11] parues initialement sur l'album Chante avec Nathalie[D 40] à l'automne 1984 ainsi qu'X-Y-Z[D 1], Entourloupette[D 10] et Poisson d'avril[D 19] parues initialement sur l'album Nathalie Simard - Mes amis Câlinours[D 41] au printemps 1985.
- Dans l'épisode L'esprit de Noël diffusé le 22 décembre 1985, Nathalie Simard interprète deux chansons parues sur d'autres albums : L'usine à jouets[D 13] et Noël : 3 anges[D 14]. Elle avait enregistré L'usine à jouets en 1984 pour la version québécoise de la bande originale[D 42] du film français J'ai rencontré le père Noël dans lequel la chanteuse et actrice française Karen Cheryl interprétait, comme sur l'album paru en France, les versions originales composées par Francis Lai. Quant à la chanson écrite et composée par Augusta Holmès, Noël : 3 anges, popularisée en 1939 par le chanteur français Tino Rossi et dont le titre original est Noël : Trois anges sont venus ce soir, elle ne parut sur disque qu'un an plus tard, en novembre 1986, sur la bande originale de Noël d'antan[D 43], un spécial télévision diffusé à TVA le 30 novembre 1986 et dans lequel Nathalie Simard tenait la vedette.
- Dans l'épisode Jujube Bonbon et Régis Réglisse diffusé le 26 janvier 1986, on peut entendre à la radio la chanson Pierrot Gourmand[D 44] parue sur l'album Nathalie Simard - Mes amis les Câlinours[D 41].
- Martine Ouellet est une comédienne régulière des séries jeunesse. Elle est connue pour son rôle de Chifonie dans Gronigo et cie, elle a fait les voix de Clip dans Kim et Clip et Constance dans La Rimbabelle. Elle est aujourd'hui professeure de théâtre[4].
- Dans l'épisode Le grand spectacle, Jacques Leblanc joue au violon la mélodie du thème du Village de Nathalie.

### IMDb
1. ↑  « Marco Poulin » (présentation), sur l'Internet Movie Database
2. ↑  « Marie Dumais » (présentation), sur l'Internet Movie Database
3. ↑  « Johanne Émond » (présentation), sur l'Internet Movie Database
4. ↑  « Sylvie Dubé » (présentation), sur l'Internet Movie Database
5. ↑  « Blas Villalpando » (présentation), sur l'Internet Movie Database

### Discogs
1. 1 2 3  « X-Y-Z », sur Discogs (consulté le 24 février 2019)
2. 1 2 3 4  « Il Existe Un Pays », sur Discogs (consulté le 24 février 2019)
3. 1 2  « Dans Les Poils D'Un Pinceau », sur Discogs (consulté le 24 février 2019)
4. 1 2 3 4 5 6 7 8 9 10 11 12 13 14 15 16 17  (en) « Nathalie Simard - Édition Spéciale - Smarties », sur Discogs
5. 1 2  « J'Ai Le Ventre Qui Gargouille », sur Discogs (consulté le 24 février 2019)
6. 1 2 3  « La Ronde Des Quatre Saisons », sur Discogs (consulté le 24 février 2019)
7. 1 2  « Le Cri Des Animaux », sur Discogs (consulté le 24 février 2019)
8. 1 2  « Histoire À Dormir Debout », sur Discogs (consulté le 24 février 2019)
9. 1 2  « Détective », sur Discogs (consulté le 24 février 2019)
10. 1 2 3  « Entourloupette », sur Discogs (consulté le 24 février 2019)
11. 1 2  « Cinéma », sur Discogs (consulté le 24 février 2019)
12. ↑  « Le Tchou Tchou De Bruxelles », sur Discogs (consulté le 24 février 2019)
13. 1 2  « L'Usine À Jouets », sur Discogs (consulté le 24 février 2019)
14. 1 2  « Noël 3 Anges », sur Discogs (consulté le 24 février 2019)
15. ↑  « On Pèse Une Plume », sur Discogs (consulté le 24 février 2019)
16. ↑  « La Biguine Des Jours De La Semaine », sur Discogs (consulté le 24 février 2019)
17. 1 2  « La Collection », sur Discogs (consulté le 24 février 2019)
18. ↑  « Rakam Le Rouge », sur Discogs (consulté le 24 février 2019)
19. 1 2  « Poisson D'Avril », sur Discogs (consulté le 24 février 2019)
20. 1 2  « Blanche-Neige Et Les Trois Mousquetaires », sur Discogs (consulté le 24 février 2019)
21. 1 2  « Action! Action! », sur Discogs (consulté le 24 février 2019)
22. 1 2  « Le Bal Des Insectes », sur Discogs (consulté le 24 février 2019)
23. ↑  « La Ballade En Ballon », sur Discogs (consulté le 24 février 2019)
24. ↑  « Avec Un Peu D'Imagination », sur Discogs (consulté le 24 février 2019)
25. 1 2  « La Compétition », sur Discogs (consulté le 24 février 2019)
26. 1 2 3  « Le Cha Cha Rock De Cric-Crac Pot », sur Discogs (consulté le 24 février 2019)
27. 1 2 3  « Ce Qu'on Fait Pour Un Autre », sur Discogs (consulté le 24 février 2019)
28. ↑  « Do Ré Mi », sur Discogs (consulté le 24 février 2019)
29. ↑  « On Décore Le Sapin », sur Discogs (consulté le 24 février 2019)
30. ↑  « Noël Heureux », sur Discogs (consulté le 24 février 2019)
31. ↑  « Joyeux Noël À Ceux Que J'Aime », sur Discogs (consulté le 24 février 2019)
32. ↑  « La Chanson De M. Arrêt-Stop », sur Discogs (consulté le 24 février 2019)
33. ↑  « Chanson Du Petit Zèbre », sur Discogs (consulté le 24 février 2019)
34. ↑  « Coucou Soleil », sur Discogs (consulté le 24 février 2019)
35. ↑  « Petite Fusée Jolie », sur Discogs (consulté le 24 février 2019)
36. ↑  « Je Veux Rendre Les Enfants Heureux », sur Discogs (consulté le 24 février 2019)
37. ↑  (en) « Nathalie Simard - Le Village De Nathalie Vol. 1 - "La Lettre D'Amour" » (liste des versions de l'œuvre musicale), sur Discogs
38. ↑  (en) « Nathalie Simard - Le Village De Nathalie Vol. 2 » (liste des versions de l'œuvre musicale), sur Discogs
39. ↑  (en) « Nathalie Simard - Le Village De Nathalie Vol. 3 - Le Noël De Saute-Flocon » (liste des versions de l'œuvre musicale), sur Discogs
40. 1 2  (en) « Nathalie Simard - Chante Avec Nathalie » (liste des versions de l'œuvre musicale), sur Discogs
41. 1 2 3  (en) « Nathalie Simard - Nathalie Simard », sur Discogs
42. ↑  (en) « Francis Lai Chansons Interprétées Par Nathalie Simard - J'Ai Rencontré Le Père Noël » (liste des versions de l'œuvre musicale), sur Discogs
43. ↑  (en) « Various - Noël D'Antan », sur Discogs
44. ↑  « Pierrot Gourmand », sur Discogs (consulté le 24 février 2019)